# Siergiej Aleksandrowski
Siergiej Siergiejewicz Aleksandrowski (ros. Сергей Сергеевич Александровский, ur. 1889 w Gorisie, zm. 17 sierpnia 1945) – radziecki dyplomata.

## Życiorys
Urodzony w rodzinie szlacheckiej, 1906 wstąpił do SDPRR, bolszewik, kilkakrotnie aresztowany, później wyemigrował. Od 1923 pracownik Ludowego Komisariatu Spraw Zagranicznych ZSRR, 1924-1925 kierownik Wydziału Państw Europy Środkowej tego komisariatu. Od 9 lipca 1925 do 3 czerwca 1927 pełnomocny przedstawiciel (ambasador) ZSRR na Litwie, od 6 lipca 1927 do 16 maja 1929 ambasador ZSRR w Finlandii, od 1929 do 4 maja 1932 pełnomocnik Ludowego Komisariatu Spraw Zagranicznych ZSRR przy Radzie Komisarzy Ludowych Ukraińskiej SRR, 1932-1933 radca ambasady ZSRR w Niemczech. Od 4 czerwca 1933 do 9 czerwca 1934 przedstawiciel dyplomatyczny, a od 9 czerwca 1934 do 16 marca 1939 ambasador ZSRR w Czechosłowacji, w marcu 1939 przestał pełnić funkcję z powodu likwidacji państwa czechosłowackiego przez III Rzeszę, 1939-1941 był adwokatem w Moskwie. W 1941 był w pospolitym ruszeniu Moskwy, wzięty do niewoli, zbiegł, później do października 1943 był pomocnikiem redaktor gazety "Płamia" Brygady Partyzanckiej im. Szczorsa.
19 października 1943 aresztowany, oskarżony o szpiegostwo, 4 sierpnia 1945 postanowieniem Specjalnego Kolegium NKWD został skazany na śmierć i 13 dni potem rozstrzelany. 23 czerwca 1956 pośmiertnie zrehabilitowany.